# 제이넵 투펙치
제이넵 투펙치(튀르키예어: Zeynep Tüfekçi, 영어: Zeynep Tufekci)는 튀르키예계 미국인 사회학자이다. 프린스턴 대학교 헨리 G. 브라이언트(Henry G. Bryant) 사회학 및 행정학 교수를 지내고 있으며 《뉴욕 타임스》 칼럼니스트이다. 소셜 미디어, 미디어 윤리, 인공지능과 빅데이터 등 신기술과 체계 이론을 통한 코로나19 범유행 등의 사회적 도전이 지닌 사회적 함의를 주로 연구하였다. 2022년 퓰리처상 논평 부문 최종 후보에 올랐다.
튀르키예 이스탄불에서 태어났으며 1995년 이스탄불 대학교에서 사회학을, 보아지치 대학교에서 컴퓨터 프로그래밍을 전공했다. 텍사스 대학교 오스틴에서 석사와 박사학위를 받았다. 《뉴욕 타임스》, 《디 애틀랜틱》, 《사이언티픽 아메리칸》, 《와이어드》 등에 칼럼을 기고하였으며 메릴랜드 대학교 볼티모어 카운티 조교수, 하버드 대학교 버크먼 클라인 인터넷과 사회 센터 조교수, 컬럼비아 대학교 크레이그 뉴마크 저널리즘 윤리 및 보안 센터 교수 등을 지냈다.